# Кладбище Сент-Панкрас и Ислингтон

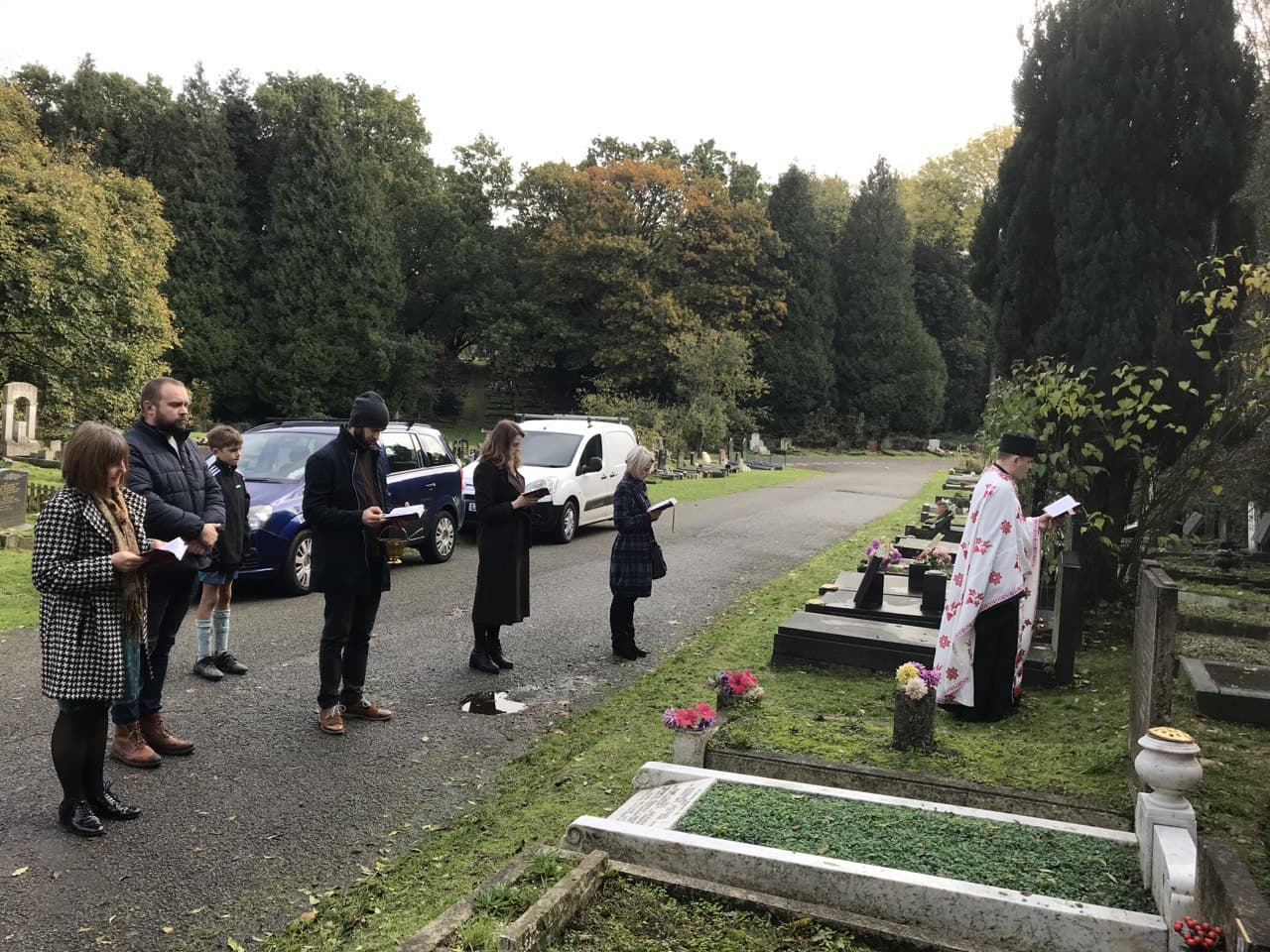
Белорусы в Великобритании чествуют Дзяды на лондонском кладбище Сент-Панкрас, 2019 г.

Кладбище Сент-Панкрас и Ислингтон (англ. St Pancras and Islington Cemetery) — кладбище в Восточном Финчли (Северный Лондон). Является местом захоронения ряда известных белорусских общественных и религиозных деятелей и местом поминовение предков белорусов в Британии.

## Кладбище
Кладбище расположено в лондонском районе Барнет и является одним из крупнейших кладбищ Великобритании. Кладбище внесено в список исторических достопримечательностей 2-й степени в Реестре английского наследия. Кладбище было основано в 1854 году и стало первым публичным кладбищем в Лондоне .

## Могилы выдающихся белорусов
Среди других похороненных на кладбище святого Панкратия:
- Епископ Чеслав Сипович
- о. Александр Надсон
- Архимандрит Лев Горошко
- о. Иосиф Германович (Винцук Храбрый)
- Александр Лащук, один из основателей Ассоциации белорусов Великобритании
- о. Томас Падзява[4]
- Доминик Аниска, публицист
- о. Константин Маскалик, священник, диктор Радио Ватикана
- о. Франциск Журня, священник
- брат Михаил Богович, монах
- Ян Михалюк, председатель Ассоциации белорусов Великобритании
- Варвара Марцинкевич, мама Алены Михалюк
- Павел Наварра, один из основателей Ассоциации белорусов Великобритании
- Василь Тур, член Ассоциации белорусов Великобритании

## Место поминовения предков
Традиционно кладбище Сент-Панкрас — это место, где белорусы в Британии собираются на Дзяды, в день памяти предков, чтобы помянуть родных, которые в силу перипетий судьбы лежат в разных уголках земного шара.

## Галерея

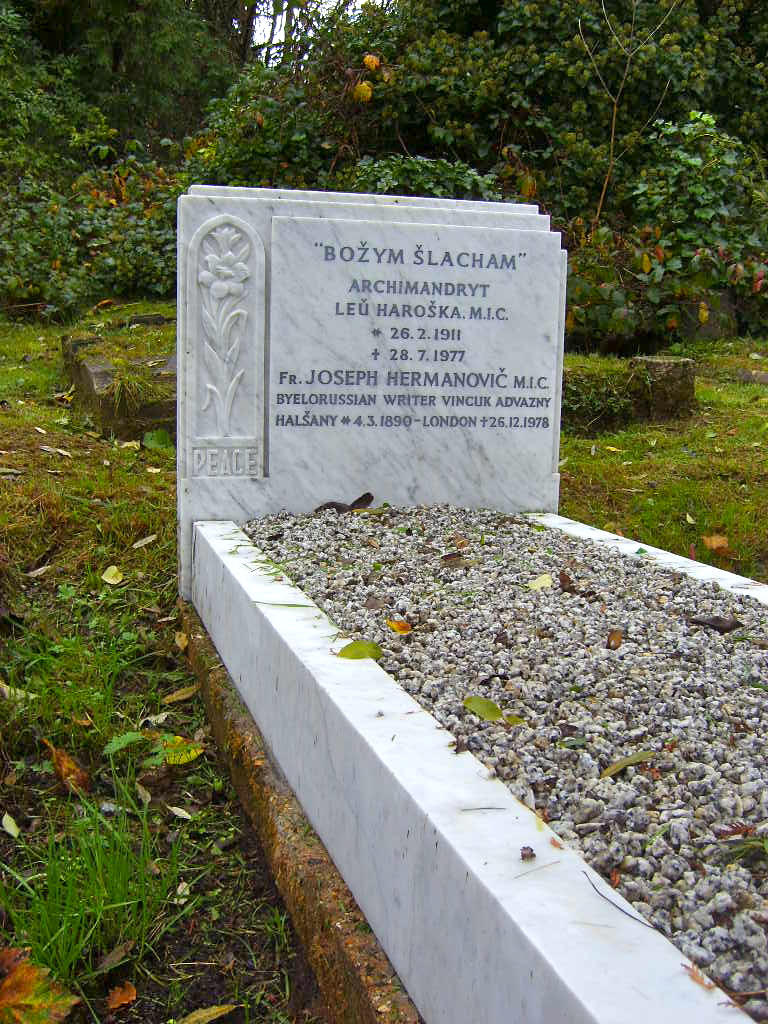
Могила архимандрита Льва Горошки
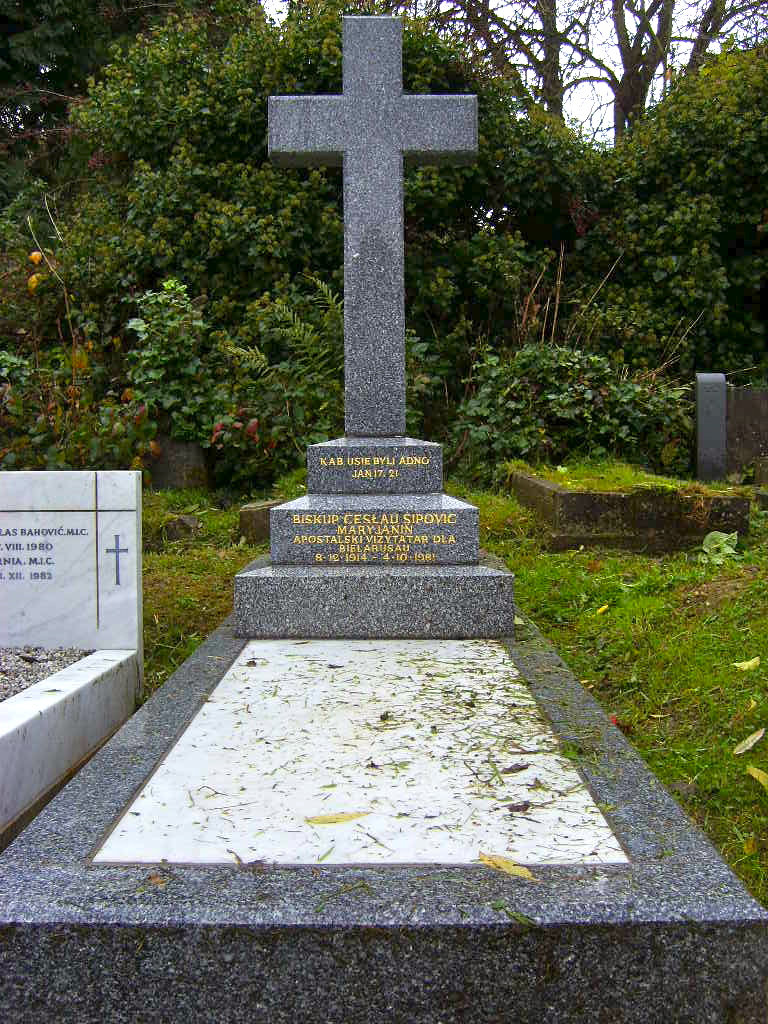
Могила епископа Чеслава Сиповича
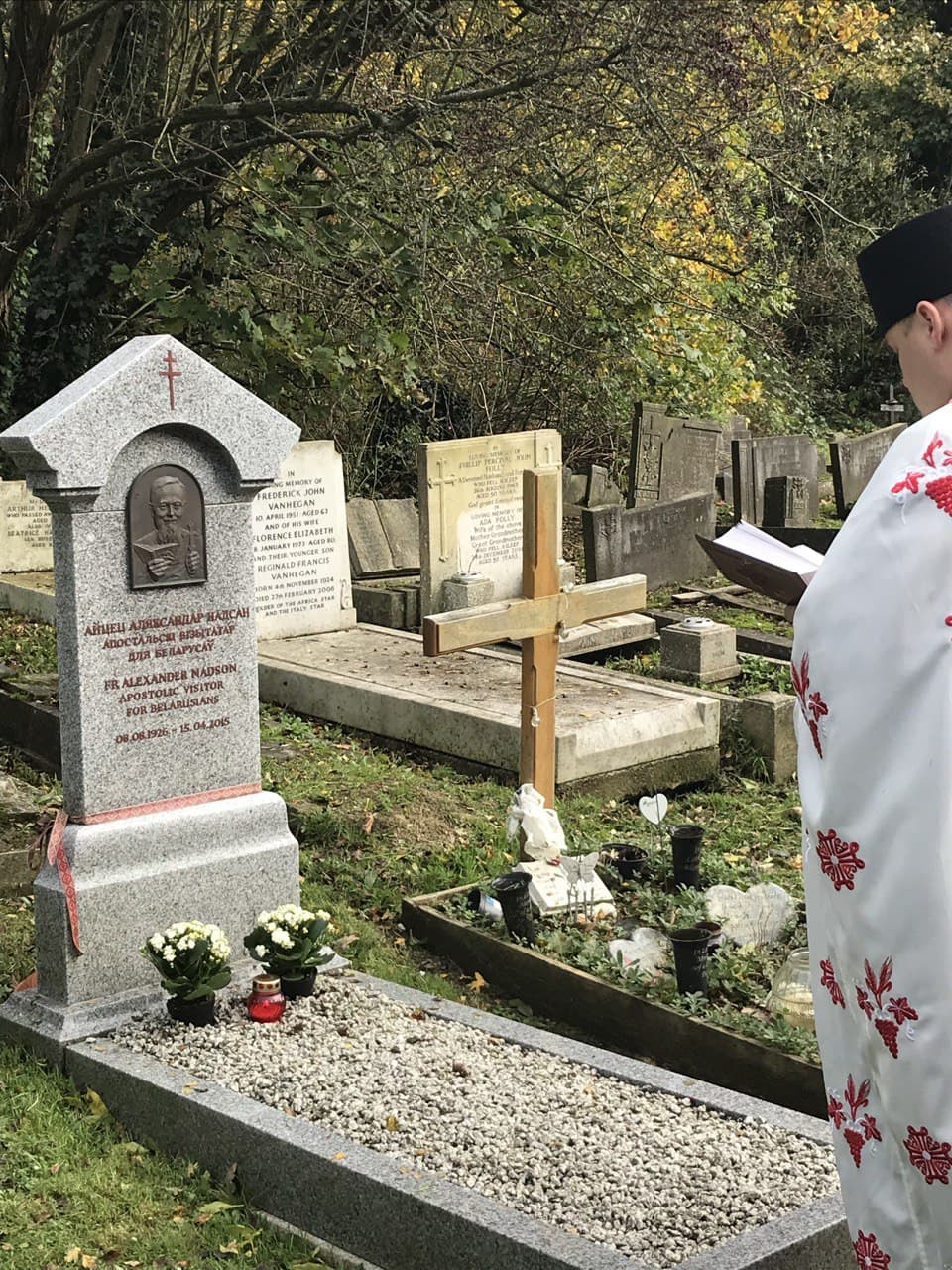
Могила Александра Надсона